# Циклоп (сатирна драма)
„Циклоп“ (старогръцки: Κύκλωψ, Kyklōps) е сатирна драма на древногръцкия поет и драматург Еврипид. Тя е единствената изцяло запазена сатирна драма достигнала до нас. Предполага се, че е четвърта част от тетралогия на Еврипид, изпълнена на театрално състезание от V век пр. Хр. Годината на създаване на сатирната драма не е известна. Някои характеристики на стила, както и възможни намеци за събития, свързани със Сицилианската експедиция в Атина, дават основание за приблизителна дата – 414 г. пр.н.е.
„Циклоп“ е открит в пет съществуващи ръкописа. Първият е Codex Laurentianus, Laur. Plut. XXXII. 2. Изглежда, че е препис от четиринадесети век с множество различни стилове на почерка. Той се съхранява в Библиотека Лауренциана във Флоренция, Италия. Вторият ръкопис е Codex Palatinus 287, за който се смята, че е от четиринадесети или петнадесети век. Той се съхранява във Ватиканската библиотека. Известни са още две произведения със същото заглавие: комедията на сицилианеца Епихарм (началото на 5 в. пр.н.е.) и сатирната драма на Арист (средата на V в. пр. Хр.), но нищо от тях не е запазено, така че не е възможно да се установи степента на тяхното влияние върху Еврипид.

## Действащи лица
- Одисей
- Хор от сатири
- Циклоп
- Силен

## Сюжет
Сюжетът на „Циклоп“ е базиран на 9 песен от Омировата „Одисея“. Действието се развива в Сицилия при вулкана Етна. Започва с встъпителен монолог на Силен, който разказва историята за това как той и сатирите, които са негови синове, са били жертва на гигантския циклоп (наречен от него Полифем). Те са принудени да служат на циклопа и да се грижат за стадото му [стихове 1 – 85]. Тогава Одисей, който е загубил пътя към дома след края на Троянската война, пристига с гладните си моряци. Те се срещат със Силен и предлагат да търгуват с вино за храна. Като слуга на Дионис, Силен не може да устои на виното, въпреки че храната не е негова, за да търгува с нея. Но циклопът скоро пристига и Силен бърза да обвини Одисей в кражба на храната [стихове 86 – 275]. Одисей води оживен дебат с Циклопа, спорейки срещу неговата бруталност и в полза на морала, законите, справедливостта и гостоприемството, докато Циклопът се аргументира в подкрепа на личната изгода и удоволствието. Циклопът счита идеята за социална справедливост за измама, създадена от слабите като защита срещу силните; той по същество е атеист и твърди, че единственото, достойно за поклонение, е богатството. След този дебат Циклопът въвежда Одисей и неговия екипаж вътре в своята пещера и изяжда двама от тях. Одисей успява да се измъкне незабелязано, смаян от онова, на което е станал свидетел. За отмъщение той измисля план да напие циклопа и да изгори окото му с огнен кол, след като гигантът заспи от опиянение [стихове 276 – 515]. Циклопът и Силен пият заедно, като Силен се опитва да вземе меха с вино само за себе си. Когато Циклопът е пиян, казва, че вижда богове и започва да нарича Силен неговия Ганимед (красивият принц, когото Зевс отвлича, за да го направи виночерпец на Олимп). След това Циклопът отвежда Силен в пещерата си с обяснението, че предпочита мъжете пред жените. Одисей решава да изпълни следващата фаза на плана си. Първоначално сатирите се съгласяват да помогнат, но по-късно предлагат най-различни абсурдни извинения, когато идва време за действие. Раздразненият Одисей с подкрепата на екипажа си ослепява циклопа [стихове 516 – 660]. По-рано Одисей казва на Циклопа, че името му е „Никой“ (на гръцки οὔτις, outis), така че когато Циклопа именува този, който е отговорен за ослепяването му, звучи като че той казва че всичко е наред („ ...ослепи ме Никой") и сатирите се забавляват с него заради това. След като Одисей и хората му бягат от пещерата, той разкрива истинското си име и тръгва, вземайки желаещите сатири със себе си. Междувременно Циклопът се втурва към планинския връх, за да опита да потопи заминаващия кораб с камък [стихове 661 – 707].

## Превод на български
- Еврипид. Циклоп. Превод от старогръцки на Доротея Табакова. София: Фондация за българска литература/колекция „Архетип“, 2008.
- Еврипид. Циклоп. Сатирна драма в 2 действия (предн. За юноши и възрастни). Превел от френски Н. Лазаров. София: Библиотека на картинната галерия за деца и юноши №1, 1907.

|  | Тази страница частично или изцяло представлява превод на страницата „Киклоп (Еврипид)“ и страницата Cyclops (play) в Уикипедия на руски и английски език. Оригиналните текстове, както и този превод, са защитени от Лиценза „Криейтив Комънс – Признание – Споделяне на споделеното“, а за творби, създадени преди юни 2009 година – от Лиценза за свободна документация на ГНУ. Прегледайте историята на редакциите на оригиналните страници тук и тук, за да видите списъка на техните съавтори. ВАЖНО: Този шаблон се отнася единствено до авторските права върху съдържанието на статията. Добавянето му не отменя изискването да се посочват конкретни източници на твърденията, които да бъдат благонадеждни. |